# Crise académica de 1962

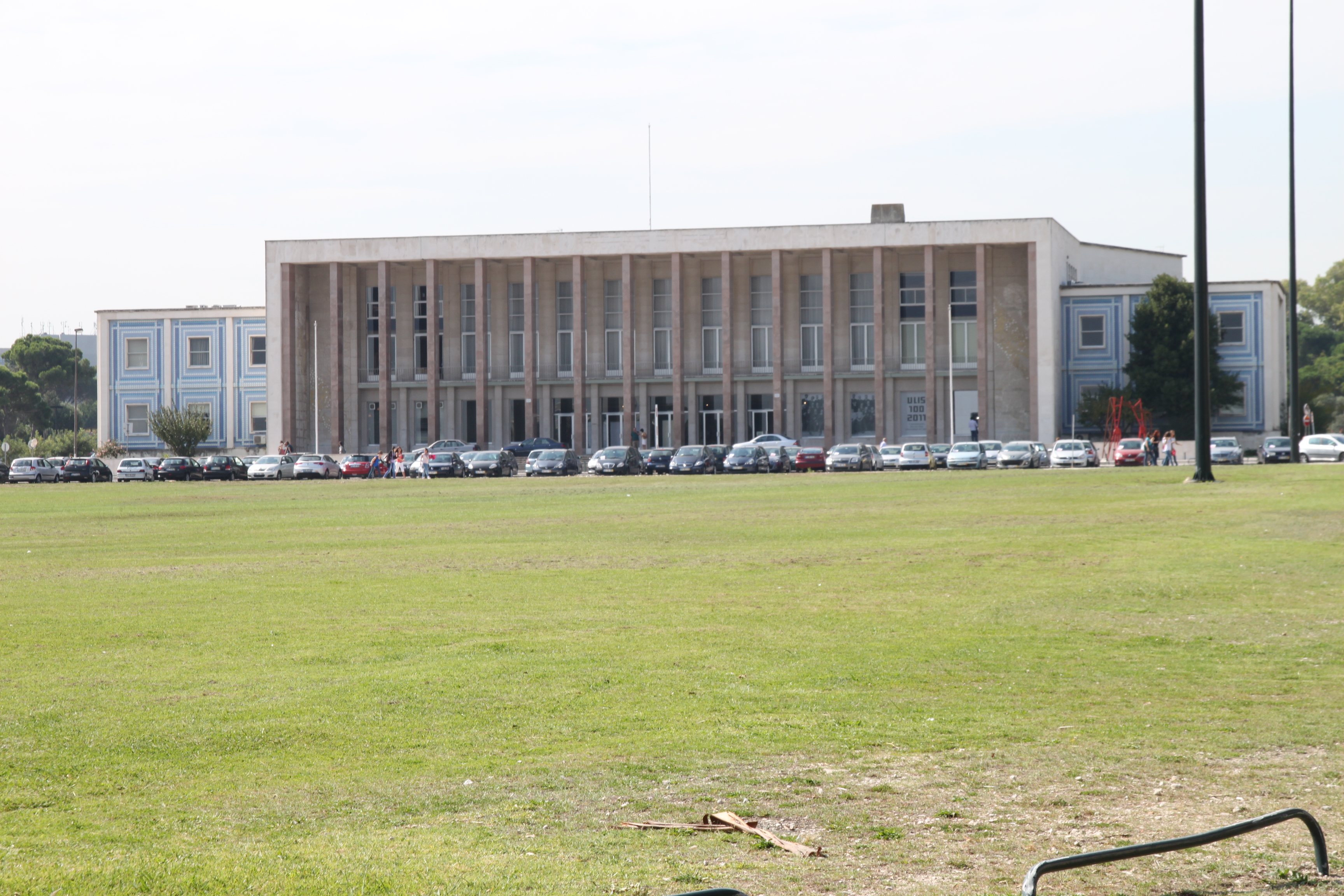
Durante os 3 meses de luta e luto académicos, o terreiro em frente à Reitoria da Universidade de Lisboa foi o cenário de inúmeras concentrações de estudantes

A Crise académica de 1962 foi um dos mais expressivos levantamentos estudantis contra o Estado Novo ou Segunda República de Portugal. Está na origem da comemoração do "Dia do Estudante" a 24 de Março.

## Principais acontecimentos
- 24 de Março - o Governo de Salazar proíbe as comemorações tradicionais do Dia do Estudante. A Polícia de Choque invade a Cidade Universitária, carregando sobre centenas de jovens;
- 26 de Março - os estudantes de todas as escolas superiores de Lisboa declaram luto académico (greve geral às aulas);
- 9 de Maio - um plenário de estudantes aprova uma nova forma de protesto: uma greve de fome coletiva, na cantina. A medida foi proposta por Eurico Figueiredo e seguida por centenas de estudantes como António Correia de Campos.
- 11 de Maio - a cantina foi cercada pela polícia de choque e os estudantes foram detidos (cerca de 800, segundo a versão da PSP ou cerca de 1200 segundo as associações de estudantes). Foi a maior operação policial realizada pelo Estado Novo.
- 14 de Maio - Após uma enorme onda de indignação, todos os estudantes detidos são libertados.
- 14 de Junho - Um plenário realizado no Instituto Superior Técnico ditou o levantamento da greve.
- Final de Junho - Um despacho ministerial puniu 21 grevistas com uma pena de expulsão, durante 30 meses, de todas as escolas de Lisboa.

Após a greve de fome, os estudantes foram expulsos da Universidade de Lisboa.